# ジェームズ・ミドルトン
ジェームズ・ウィリアム・ミドルトン (英語: James William Middleton 1987年4月15日生)は、イギリスの実業家、慈善家、菓子職人。イギリス王太子妃キャサリンの弟で、イギリス王太子ウィリアムの義弟にあたる。
バークシャーのレディングに生まれ、パンボーンのセント・アンドリューズ・スクールで学んだ。その後エディンバラ大学に入るが中退し、ケーキ製造会社を設立した。ミドルトンがメディアの注目を浴びるようになったのは、長姉キャサリンがイギリス王孫（後の王太子）ウィリアムと交際し、後に妃となってからである。ミドルトンはうつ病にかかった経験があり、後に精神健康アドボケイトとして活動している。また彼は、アニマルセラピーを推進しているイギリスの慈善団体ペット・アズ・セラピーのアンバサダーも務めている。

## 幼少期
ジェームズ・ウィリアム・ミドルトンは、1987年4月15日、レディングの王立バークシャー病院で、ブリティッシュ・エアウェイズの元フライトディスパッチャーであったマイケル・ミドルトン（1949年生）と、元客室乗務員のキャロル・ミドルトンの間の末子として生まれた。兄弟の中で男子はジェームズのみである。ミドルトン家の一族の由緒をみると、父方は、ウェスト・ヨークシャーのリーズを拠点に弁護士を家業としてきた家系であった。曾祖母オリーヴ・ミドルトンは、ジェントリのラプトン家の出であった。母方はダラム州の労働者・鉱夫の家系であった。ジェームズが生まれる直前、両親はパーティー・ピーシーズ（Party Pieces）というパーティー用品通販会社を設立した。姉にはキャサリン (1982年生)とフィリッパ (1983年生)がいる。彼ら一家はバークシャーのブラッドフィールド・サウスエンドに住んでおり、後に1995年にバックルベリー近辺へ転居した。ジェームズはセント・アンドリューズ・スクール、次いでマールバラ・カレッジで教育を受けた。2006年にエディンバラ大学に入学し、環境資源マネジメントを学んでいたが、1年で中退した。

## 起業家として
ミドルトンは最初にケーキ製造会社を設立した（現存せず）。ある本に、母親のケーキ作りには子供のころの思い出を強く思い出させる力があると書かれていたのがきっかけであったという。ミドルトンは、「フットボールケーキ」のような冒険的なケーキを作れる材料を一つにまとめたケーキ作りキットを売り出した。彼のケーキ作りは自宅のキッチンから始まり、次第に海上コンテナや改装納屋へとその場を広げていった。彼が作るテーマ付バースデーケーキキットの販売は、両親の会社パーティー・ピーシーズが担った。
ミドルトンのテーマケーキは、ファッションブランド企業のジグソーやラルフ・ローレン、電気通信会社の3など様々な企業に卸された。週刊誌『ハロー!』の依頼で同誌の21周年記念に21個のケーキを製作した際には、それぞれに同誌の表紙を飾った21人の肖像をアイシングで象ったのだが、その中に数人のイギリス王族と並んで元王太子妃ダイアナの顔もあったことで、バッキンガム宮殿を「戦慄」させたというエピソードもある。彼のビジネスはSmarta 100 and Haines Watts Young Entrepreneurを受賞した。2011年4月には新たにNice Cakes、Nice Wine、Nice Group Londonという3社を設立し、元のケーキ製造会社（Cake Kit Company）の拡大も計画しているとしていた。ただCake Kit Companyは2015年に解散した。
2020年5月には、ドッグフードをフリーズドライ、生、オーガニックなど様々な形態で提供するドッグフード通販会社Ella & Coを設立した。

### boomf
2013年、ミドルトンとアンディ・ベルはオーダーメイドのマシュマロやグリーティングカードを製作する会社「boomf」を設立した。もともとミドルトンが建てていた「Nice Cakes」も、パーソナライズされたケーキに特化した会社だった。ベルはMint Digital社の創業者で、Instagramの写真をマグネットにするサービスStickyGram (後にSticky9と改称)を製作し、PhotoBox社に売却したという経歴があった。
boomfは2013年11月に設立されたが、最初から脚光を浴びるのを避けるため、ミドルトンが関与していることは伏せられていた。しかし2014年1月、これ以上長きにわたり隠し通すことはできないとして、boomfはミドルトンが参画していることを公にした。
2014年の間に、boomfはニック・ジェンキンス（Moonpig創業者）やダンカン・ジェニングス、マット・ウィーラーなどといった多くのエンジェル投資家の支援などを受け、100万ドルの資金を集めた。そして最初の1年で2トンのマシュマロを生産し、最初の3か月の間に10万ポンド（16.8万ドル）を売り上げた。
2015年、boomfは1000万ポンドに相当する資金を調達した。しかし2015年から2018年にかけて、300万ポンドの損失を出した。2015年7月には、全国的に新しいマシュマロデザイナーを募るコンペを開催した。優勝者はボーンマス大学の学生イジー・バートンだった。
ミドルトンの姉フィリッパ（ピッパ）の夫で、ヘッジファンド経営者のジェームズ・マシューズは、ミドルトンに11万ユーロを出資している。うち12,800ユーロがboomfに渡っている。2019年、ミドルトンは前年のboomfの収益が176,000ポンドとなり、黒字化に成功したと発表した。売上はその前年の280万ポンドから440万ポンドへと伸びていた。boomfは、20,000平方フィート (1,900 m2)の倉庫スペースがあるレディングの新たなオフィスへ移転した。
boomfは2021年に100万ドルの資金を調達したが、12月までに債務が80万ポンド（歳入関税庁からの14万6,306ポンドを含む）にまで膨れ上がり経営破綻した。2022年11月3日から、債権者による任意整理が開始された。

## 私生活

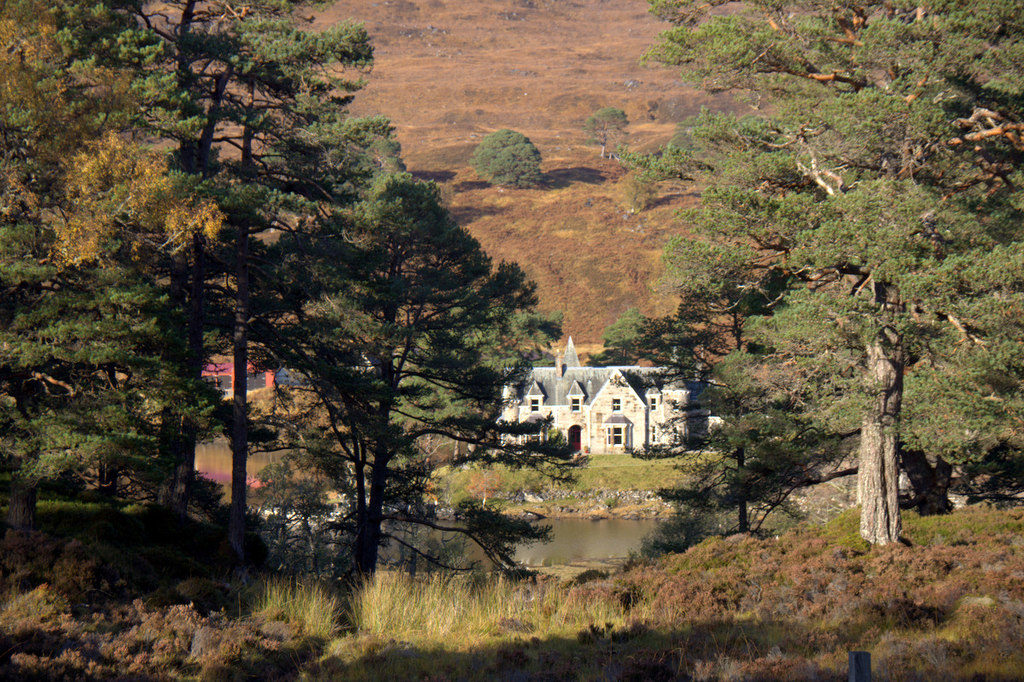
ミドルトンは、姉フィリッパの一族が所有しているアフリック峡谷の土地で鹿撃ちを開催している。

ミドルトンはディスクレシアであるが、2011年の姉キャサリンとウィリアム王子の婚礼では新改訂標準訳聖書の朗読を行っている。2019年には、うつ病とADHDに苦しんでいることを公表した。彼によれば、原因は23歳のころからキャサリンの交際に関連して世間から詮索を受けるようになったことにあるという。2017年には、認知行動療法に基づいた治療に取り組んだ。またミドルトンはアフリック峡谷で鹿撃ちを開催するなどして「回復時間」を設けている。ここは姉フィリッパの義父の私有地である。またこの2017年には、デイリー・メール紙でメンタルヘルスについての記事を執筆した。
ミドルトンは、慈善団体ペット・アズ・セラピー（Pets As Therapy）のアンバサダーを務めている。彼によれば、飼い犬のエラが、うつ病で苦しむ彼をよく助けてくれたのだという。ミドルトンは犬の繁殖も行って6匹を飼っているほか、救助羊（rescue lamb）を一頭所有している。さらにミドルトンは、バックルベリー・マナーで養蜂もしている。2020年には、動物愛護を目指してパー・プリント（犬の足跡）基金を設立した。
ミドルトンは2013年から2018年にかけて女優ドナ・エアーと交際していた。2018年にフランス人証券アナリストのアリゼ・テヴネ (1989年11月30日生)と出会い、2019年9月に婚約を発表した。2020年夏に結婚式を挙げる予定だったが、新型コロナウイルス感染症の流行により延期され、2021年9月11日にフランスのボルム・レ・ミモザで結婚した。テヴネは結婚式で、1980年代にミドルトンの母キャロルが着ていたウェディングドレスを使った。2023年10月、長男イニゴが生まれた。